# 小巡洋舰

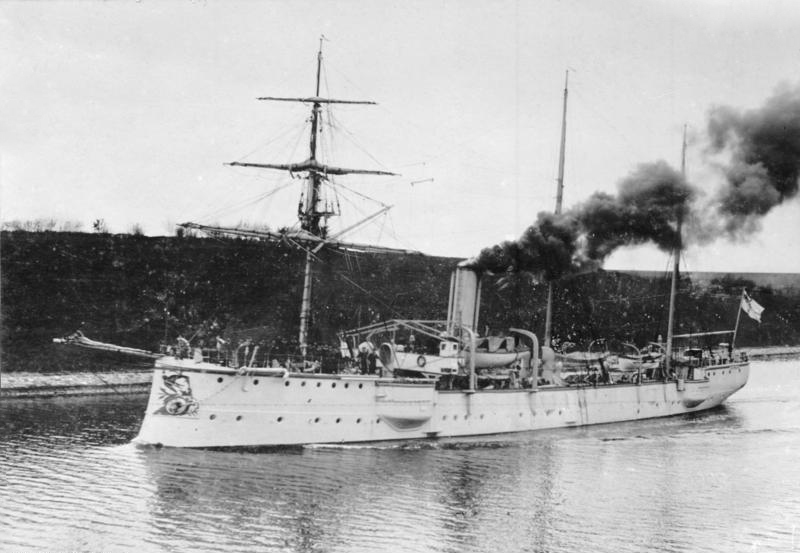
燕子号小巡洋舰

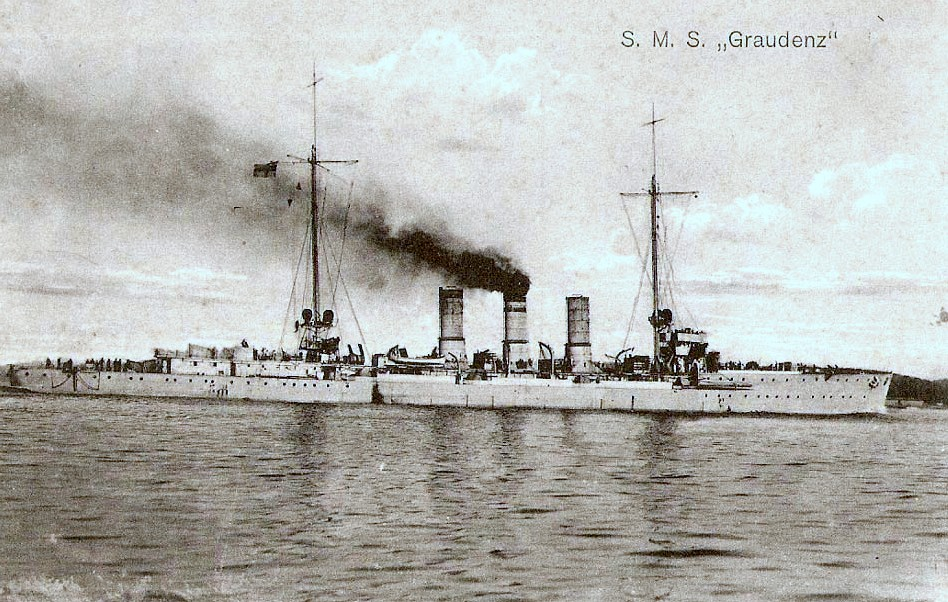
格劳登茨号小巡洋舰

小巡洋舰（德語：Kleiner Kreuzer）是德意志帝国海军及奥匈帝国海军自19世纪后期起使用的一种船舶类别术语。该术语由德意志帝国海军在1899年推出，作为排水量低于5500吨的巡洋舰的官方分类。
小巡洋舰通常被用作舰队的侦察舰、鱼雷驱逐舰的向导舰、境外舰以及破交战。

## 发展
当德意志帝国海军提出小巡洋舰概念时，它包含了早期一些完全不同的类别：
- 被设计在战列舰队内作侦察、护航舰艇使用的通报舰。
- 完全过时、于1875年仍被设计作无防护平甲板护卫舰使用的三等巡洋舰亚历山德里娜级。
- 为执行境外任务而建的四等无防护巡洋舰（燕子级、美洲鹰级）。
- 代表妥协设计、既可作舰队任务亦可作境外任务的三等防护巡洋舰和归入二等的伊伦娜级（其它二等巡洋舰自1899年起被划为大巡洋舰）。

1891年，瞪羚级的下水代表了由此至第一次世界大战建造的小巡洋舰的原型。德国巡洋舰应同时具备足够的武器和速度来与舰队共同运用，并有适合境外任务的舒适性和耐受性。这与英国皇家海军针对不同任务而建造不同类型的舰艇设计背道而驰。
自瞪羚级开始建造的舰只最初仅是作为防护巡洋舰。但在1916年，防护巡洋舰所要求的排水量已从原本的2650吨提高至5620吨。第一代小巡洋舰使用三胀蒸汽机提供动力。这对于防护存在隐患，即由于活塞式压缩机的结构高度增加，装甲甲板必须布置在其上方。这种“装甲罩”造成的重大隐患只得通过加强高处区域的坡度来抵消（最初60毫米，后为100毫米）。直至蒸汽轮机的面世，这一缺陷才能完全避免，并可安装平坦贯通的装甲甲板。
首批搭载蒸汽轮机的小巡洋舰是1903年的吕贝克号和1905年的斯德丁号，1908年的科尔贝格级则是整体开始运用。因此，航速得以从20节提升至27节。
自1911年的马格德堡级开始，小巡洋舰都配备有60毫米厚、由镍钢制成的水线装甲带，它从水线下方1.4米处延伸至水线以上2米处，并覆盖了舰只的大部分长度。在改善防护的同时，还引入了纵向带结构取代了常规的横向舱壁设计，从而获得更大的纵向强度。
从外观上，这些舰只直至科尔贝格级都可通过带有船员宿营舱的长形艏楼和用作军官起居室的艉楼进行辨认。在艏楼和艉楼之间是带有固定式舷墙的中间甲板。这种造型至马格德堡级被弃用，因其需要更低的舷缘以使巡洋舰布设水雷。
小巡洋舰所搭载的武器至柯尼斯堡级为十门、之后为十二门105毫米40倍径速射炮。随着皮劳级在1914年引入150毫米45倍径速射炮，也有一些旧舰在改造时装备了此款武器。
作为一个特殊的子类别，丽蝇级在1915年以布雷巡洋舰的名义下水。
自1922年起，经过华盛顿会议的议定，小巡洋舰被重新归类为轻巡洋舰。

## 运用
在第一次世界大战期间，小巡洋舰主要用作前哨值勤（如第一次黑尔戈兰岛海战）或随舰队共同出动（如日德兰海战）。还有一种运用被称为“通商干扰巡洋舰”（Handelsstörkreuzer，包括埃姆登号、卡尔斯鲁厄号和柯尼斯堡号），尽管舰只由于它们的低耐受性而显得不太合适。随着战争的爆发，为了隔断敌方境外补给站与本土的联结，这些舰只被推上了此种角色。起初它们的行动顺利，但英国皇家海军很快便察觉并将之摧毁。